# Ukládání kabelů

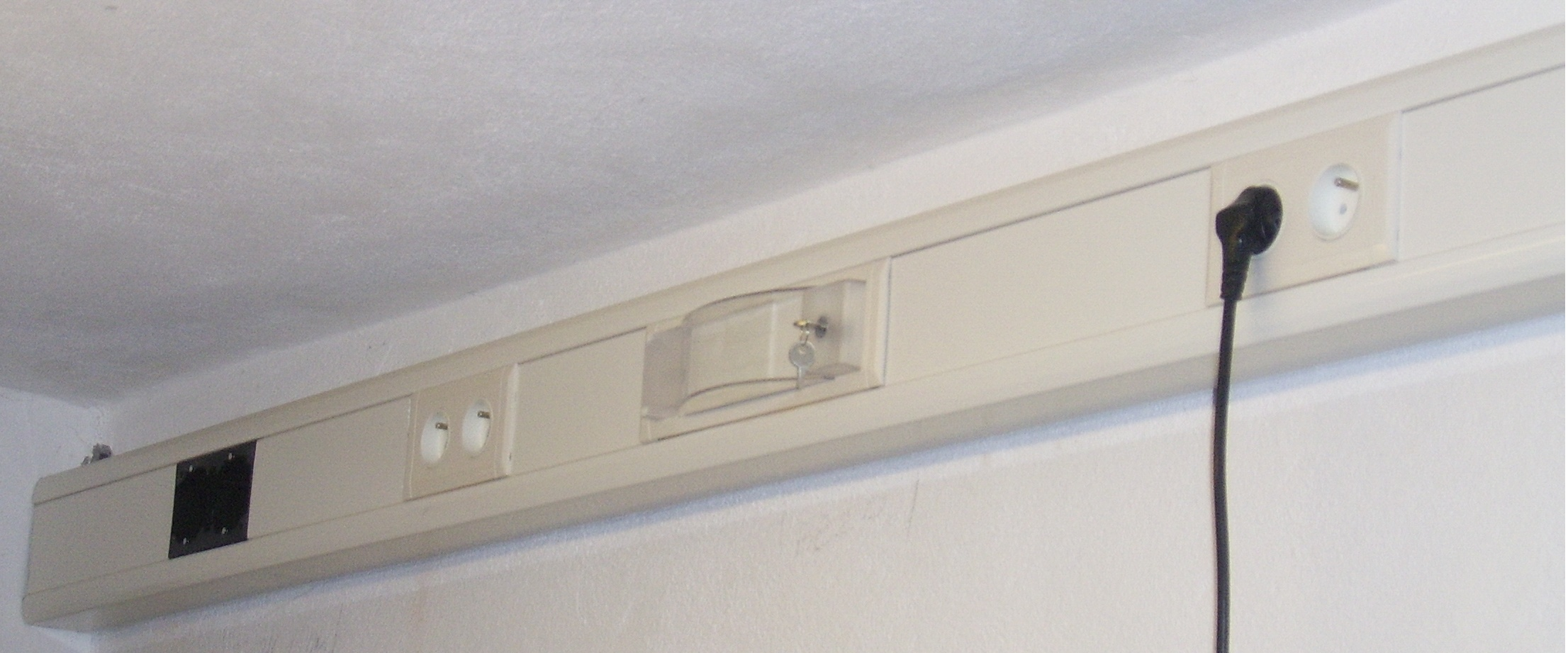
Plastový kabelový kanál s vestavěnými zásuvkami

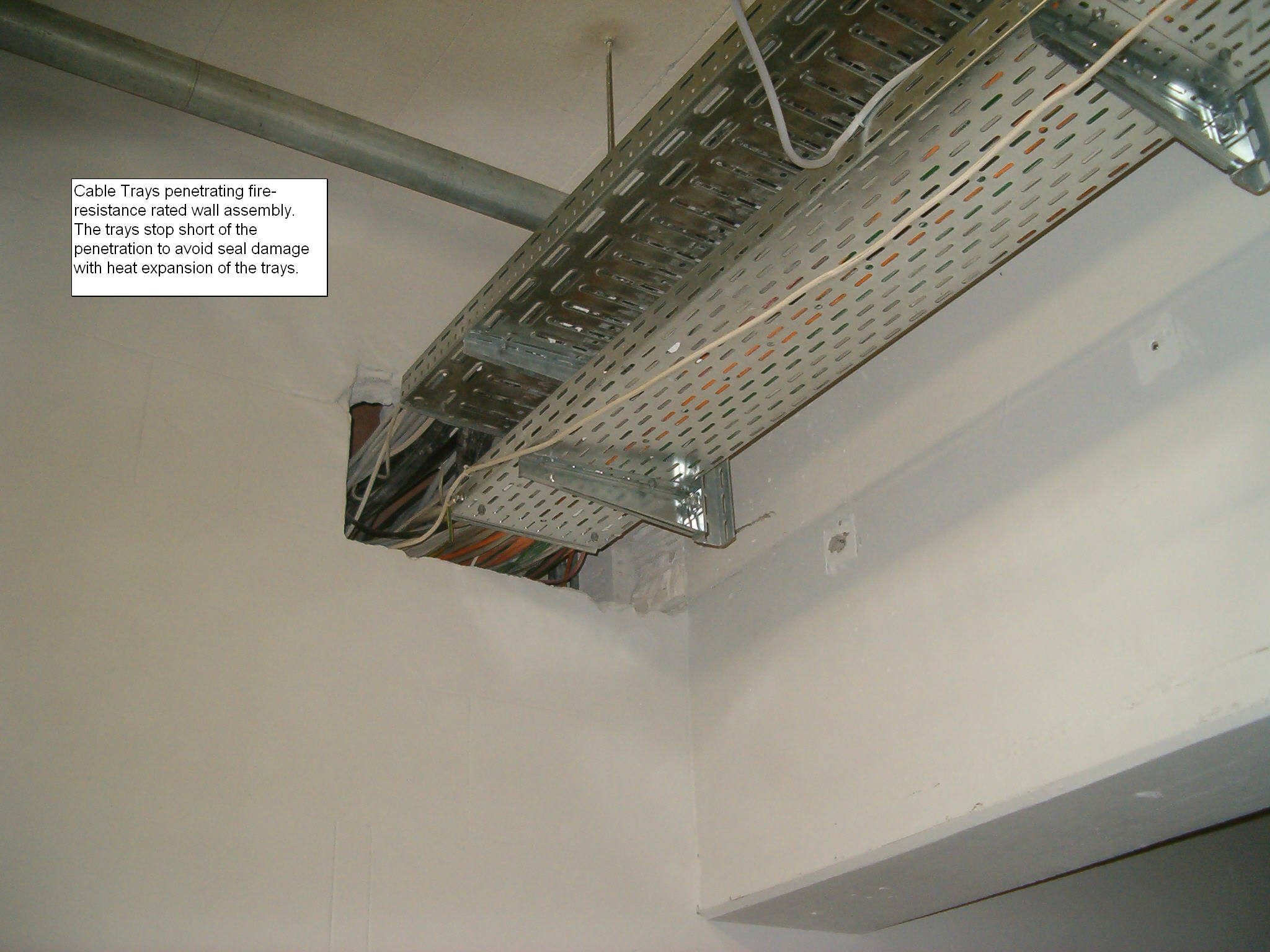
Plechový kabelový žlab

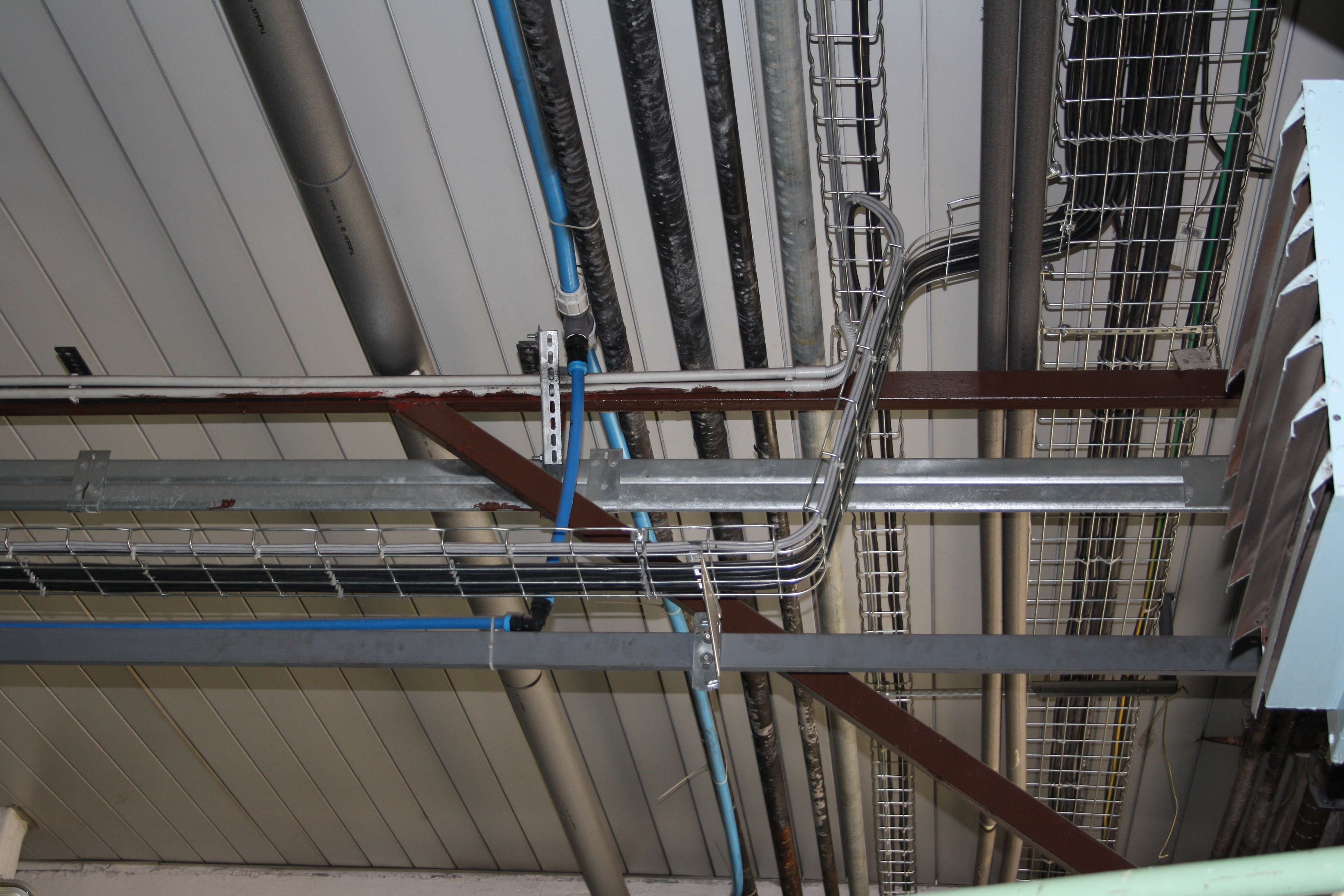
Drátěný kabelový žlab v souběhu s potrubním vedením. Umístěno pod stropem průmyslového objektu

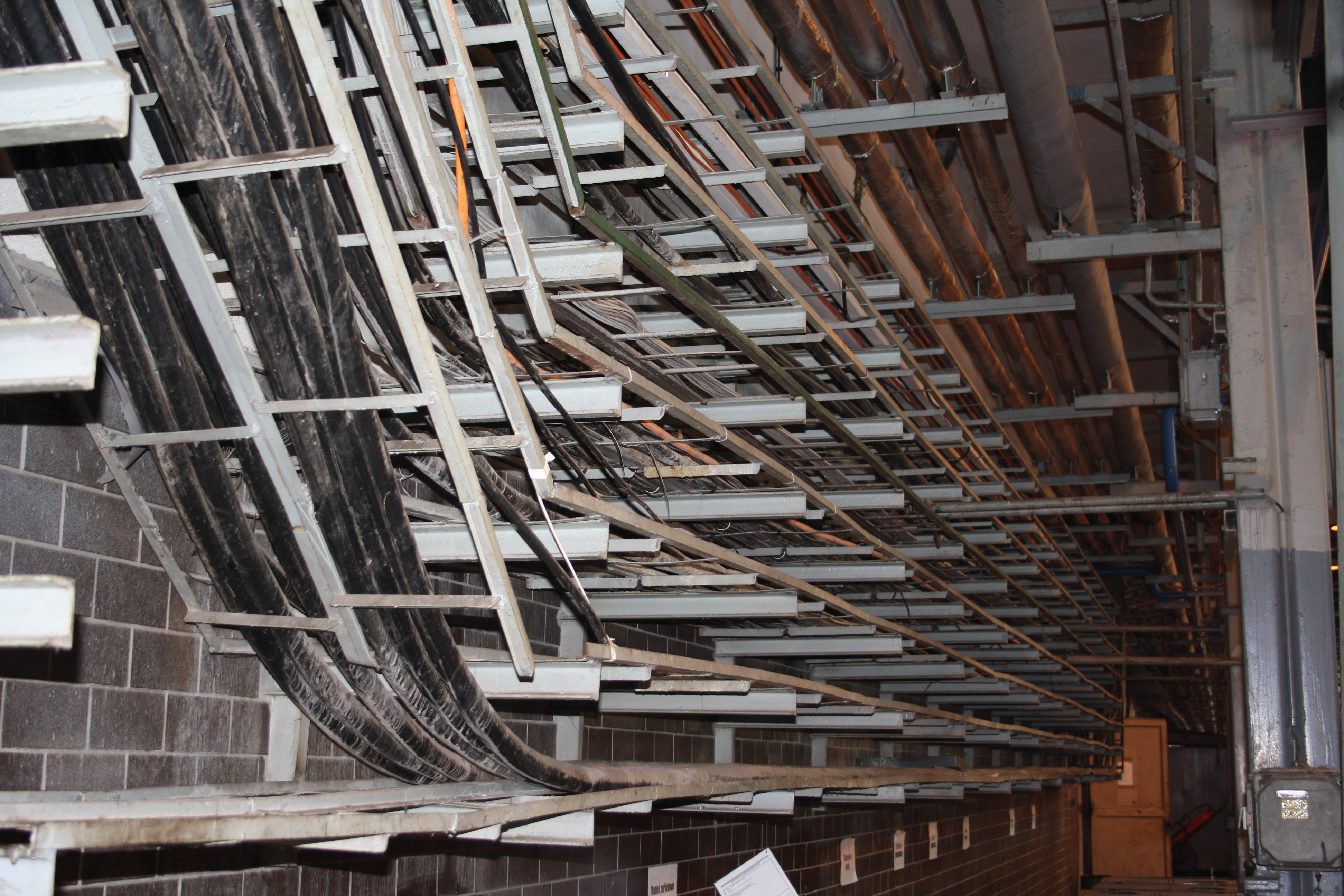
Kabelový žebřík se silovými kabely

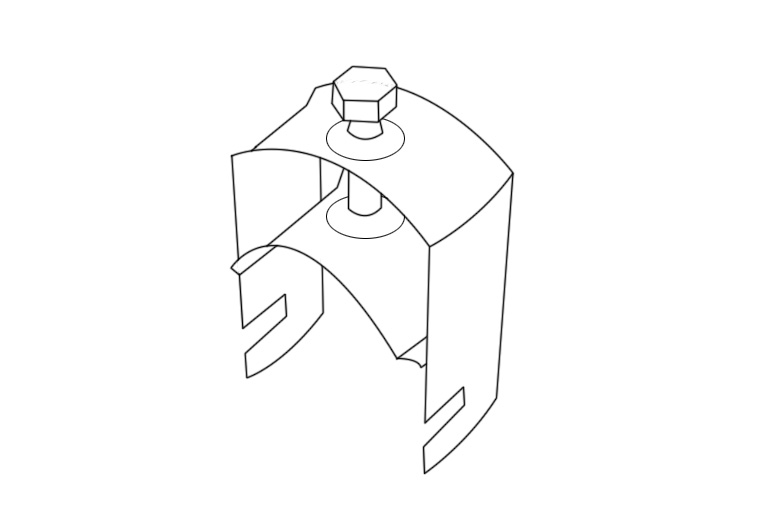
Kabelová příchytka pro uchycení kabelů ke kabelovému žebříku

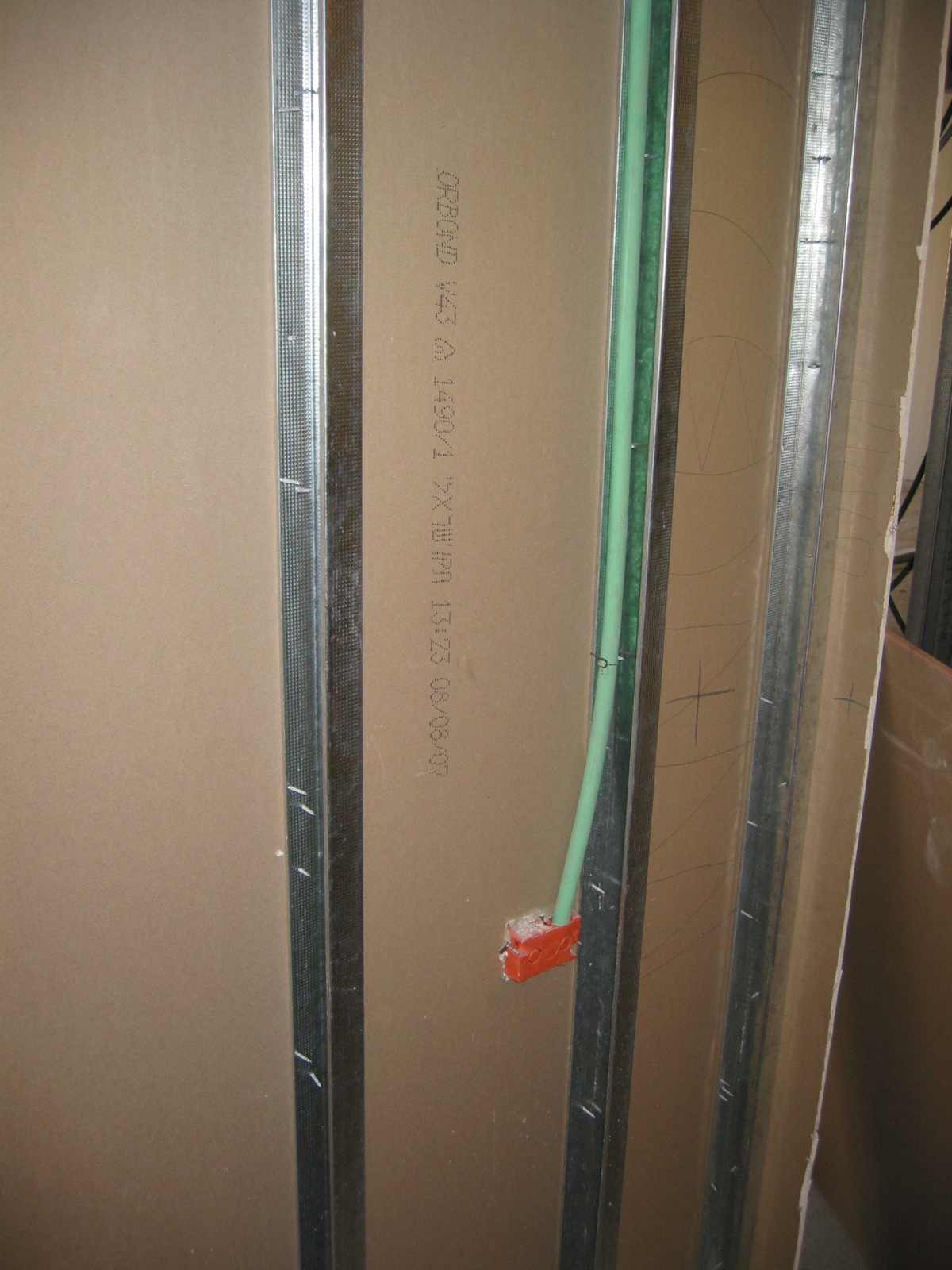
Příčka, zatím s polovinou sádrokartonových desek a připravenými kabely

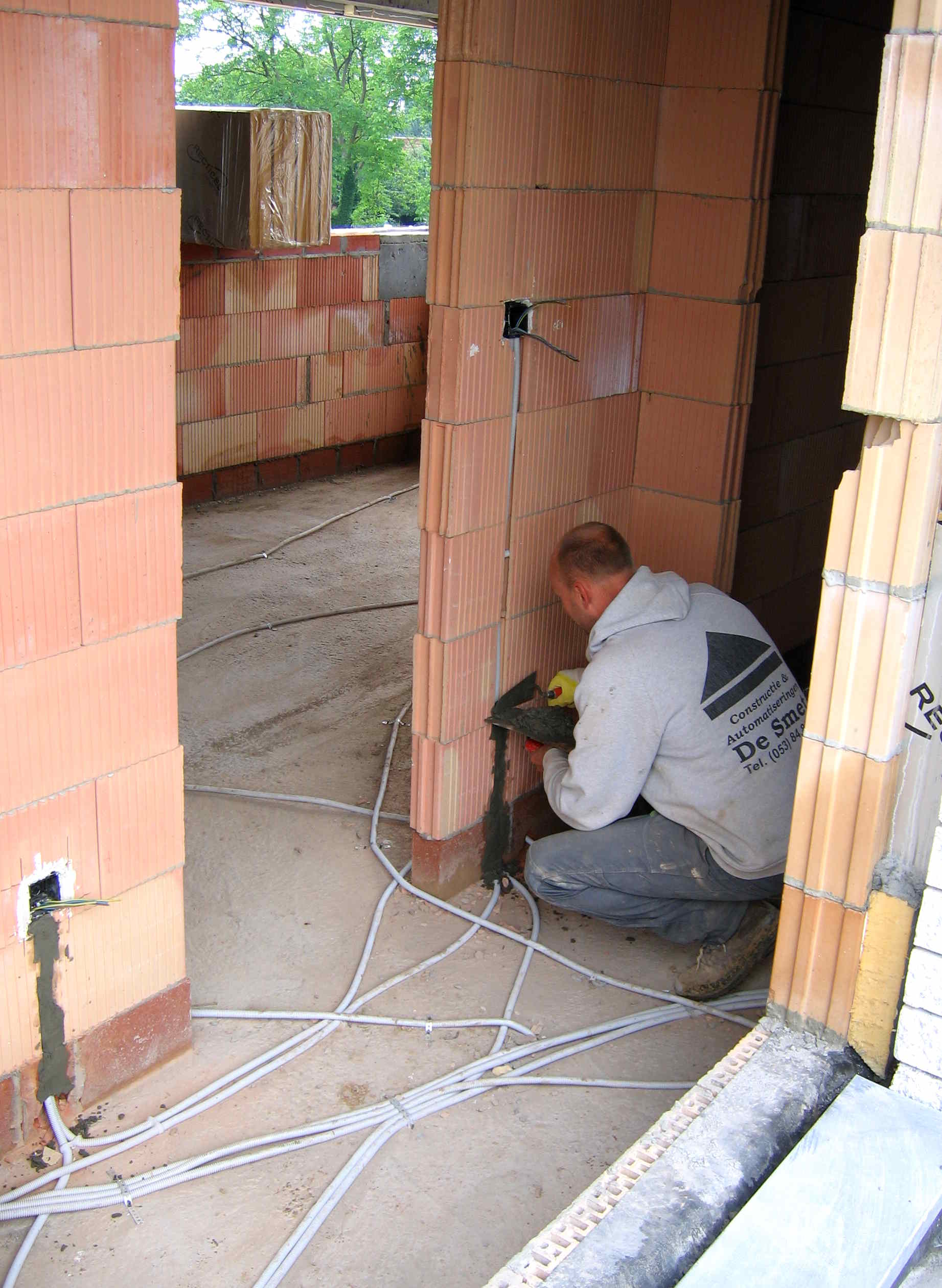
Kabely v neomítnuté zdi

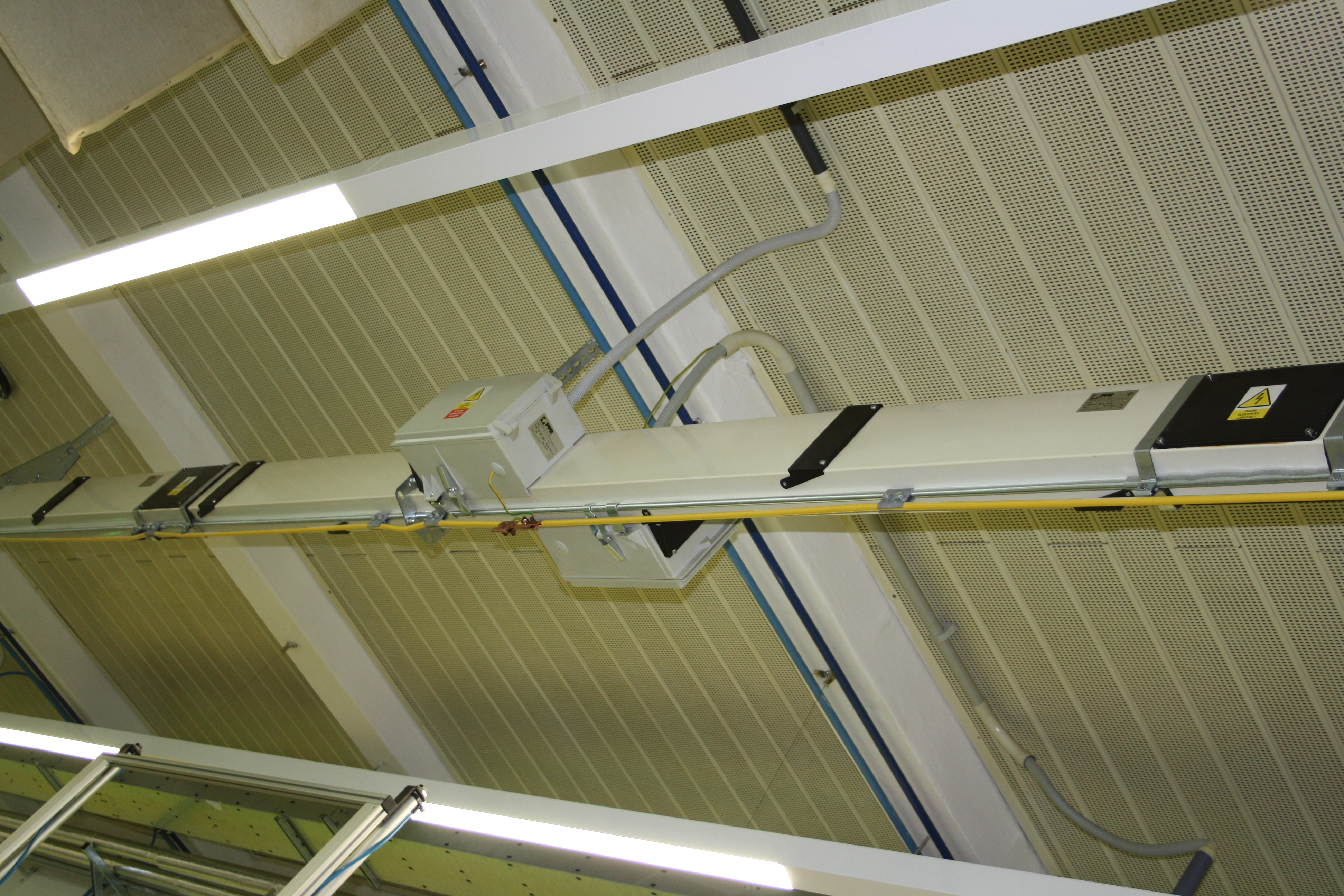
Přípojnicový rozvod na stropě tovární haly

Ukládání kabelů jsou způsoby uložení trvale instalovaných kabelových vedení v budovách. Způsoby uložení kabelů se použijí jak pro silové kabely nízkého napětí (230/400 V 50 Hz), tak pro kabely datové a telekomunikační. Tyto druhy kabelů jsou často vedeny společně. Také při samostatném uložení datových a telekomunikačních (jiné názvy jsou: počítačové a sdělovací) kabelů se používají stejné techniky i stejný pomocný materiál. Se způsobem uložení kabelů souvisí také montáž elektroinstalačních přístrojů, jako jsou zásuvky, vypínače, rozvaděč, které jsou kabely propojeny. Běžné způsoby ukládání kabelů jsou:
- Uložení na povrchu, na omítnuté zdi. Vedení zůstává viditelné.
- Uložení pod omítku, případně v omítce. Vedení po dokončení omítky není viditelné. Je nutné dodržet instalační zóny doporučené normami. Tím se zajistí, že při následných úpravách nebudou kabely poškozeny například při vrtání otvorů pro upevnění předmětů na stěnu.
- Uložení do dutin ve stavebních konstrukcích. Dutiny ve stavbách jsou buď přirozeně vzniklé v sádrokartonových příčkách, nebo záměrně vytvořené ve zdvojených podlahách a stropních podhledech.

Kombinace všech způsobů uložení i v jediné místnosti je zcela běžná.

## Uložení na povrchu
Používá se především tam, kde je to z estetického hlediska únosné. Také tam, kde se očekává změna elektroinstalace. Jsou to v obytných domech sklepy, půdy, garáže a jinak obecně výrobní a skladovací prostory.
- Uložení v pevných trubkách. Pomocí příchytek přišroubovaných na stěnách se upevní tuhé plastové (dříve i kovové) trubky. Ohyby a směrové rozbočení trubek může být zhotoveno z tvarovek nebo v těchto místech trubka chybí. Upevněnými trubkami se následně protahují kabely.
- Uložení v kabelových žlabech. Na výložnících, konzolách nebo závěsech jsou připevněny otevřené drátěné žlaby nebo plechové žlaby s víkem. Použije se tam, kde je třeba vést větší počet kabelů nebo kabely velkých průřezů. Výhodou drátěných žlabů je snadné odbočování a lepší chlazení kabelů. Ohyby žlabů lze snadno vytvarovat po nastřižení drátů a ohnutí přímo při  montáži. Nevýhodou drátěných žlabů je znečištění kabelů prachem a nemožnost elektromagnetického stínění datových a sdělovacích kabelů. Plechové žlaby vyžadují pro změnu směru další prvky (rohy, T-kusy) a odbočení kabelů na trase je obtížné. Dobře ale chrání kabely pře znečištěním a poskytují kvalitní stínění.
- Uložení na kabelových žebřících. V průmyslových areálech, kde je potřeba vést větší množství kabelů velkých průřezů i ve stoupání se použijí kabelové žebříky zhotovené z ocelových úhelníků. K příčkám žebříku jsou kabely přichyceny specifickými příchytkami (sponami), které se slangově označují jako "SONAP" nebo "sonapky". Příchytka se výřezy na spodní části nasune na příčku kabelového žebříku a třmenem posouvaným šroubem se přitlačí kabel k příčce.
- Uložení v elektroinstalačních lištách. Elektroinstalační lišty jsou plastová korýtka tvaru "U" s naklapávacím víkem. Existují v řadě rozměrů, běžná délka je 2 metry a nejčastější barva světle béžová (RAL 9001 Krémově bílá, méně často RAL 9003 Signální bílá). Už z výroby mají ve dně předlisované otvory pro upevnění šroubem ke stěně. Také k elektroinstalačním lištám existují rohové spojovací prvky. Samostatným druhem jsou rohové lišty, určené k instalaci do rohu místnosti, do přechodu mezi podlahou a stěnou. Podlahové lišty mají zaoblený kryt a jsou určeny k montáži přímo na podlahu do míst, kde se nepředpokládá intenzivní pěší provoz. Největší rozměry lišt, nazývané parapetní kanály, umožňují přímou instalaci silových a datových zásuvek. Do parapetních kanálů je možné vložit příčku, která oddělí silové kabely od ostatních. Všechny typy elektroinstalačních lišt se využívají také ke zřizování dodatečných vedení v prostorách, kde je standardní instalace pod omítkou. Při změně využívání místností a nutnosti uložit další kabely se tak lze vyhnout nákladným stavebním úpravám.
- Volně položené kabely. Při zřizování dočasných rozvodů např. na staveništích, výstavách, koncertech se ohebné kabely kladou volně na podklad. Pro ochranu kabelů před poškozením chodci nebo vozidly se zakrývají kabelovými mosty.

## Uložení pod omítku
- Kabely jsou příchytkami upevněny na neomítnutou zeď nebo uchyceny v drážce vysekané do omítky. Používají se silové kabely s dvojitou izolací. V Česku je oblíbený kabel s označením CYKY, obdoba německého NYM. Před omítnutím stěny musí být uloženy všechny kabely a instalační krabice a kabely zataženy do krabic.
- Kabely se dodatečně zatahují do ohebných plastových trubek (takzvané "husí krky"), které byly upevněny pod omítku. Takto lze umístit pod omítku i jednotlivé vodiče. Často se tento způsob používá pro uložení datových a telekomunikačních kabelů. Vodiče a kabely se pomocí protahovacích per zatahují do trubek až po dokončení zednických prací.

## Uložení do dutin ve stavebních konstrukcích
- V sádrokartonových příčkách se kabely kladou v ohebných plastových trubkách. Protahují se otvory, které jsou už z výroby připraveny v plechových profilech nosné konstrukce. Nejčastější postup je postavení základní konstrukce z profilů, obložení sádrokartonovými deskami z jedné strany, protažení kabelů včetně vložení instalačních krabic a následná montáž desek na druhé straně příčky. Typické pro tuto technologii je vykružování otvorů pro instalační krabice s vysokou přesností. Instalační krabici drží ve stěně šroubovací příchytky, není do sádrokartonu zalepena. Aby se předešlo proudění vzduchu v místě krabice, jsou sádrokartonové krabice plynotěsné. To je zajištěno tím, že otvory pro protažení kabelů jsou v krabici překryty pružnou membránou, která se kabelem propíchne.
- V podhledech ze sádrokartonu nebo z minerálních desek se ukládají především přívody ke svítidlům. Kabely se kladou volně na nosnou konstrukci stropu nebo se chrání ohebnými plastovými trubkami.
- Ve zdvojených podlahách mohou být zabudovány podlahové krabice. To jsou konstrukce pevně uchycené v podlahových deskách. Kabely jsou do podlahových krabic přivedeny v ohebných plastových trubkách nebo plechových zakrytovaných žlabech. V podlahových krabicích jsou normalizované otvory, do kterých je možné vkládat silové, datové i sdělovací zásuvky, případně přizpůsobené instalační přístroje, jako jsou proudové chrániče, jističe, nadproudové ochrany. Tento způsob ukládání se užívá v prostorách bez pevných příček. Například ve výstavních sálech, autosalónech, velkoprostorových kancelářích nebo konferenčních místnostech. Pokud se nepoužívají (nejsou z nich vyvedeny žádné přívody k přístrojům), jsou podlahové krabice uzavřeny víkem, které je v rovině s okolní podlahou. Podle okolní podlahy jsou víka přizpůsobena pro vlepení podlahové krytiny, vložení dlažby nebo jsou vodotěsná do prostor, kde se předpokládá mokrá údržba. Pro vyvedení menšího počtu kabelů může být ve víku podlahové krabice okénko s pryžovým těsněním, díky kterému se dá víko uzavřít a z podlahy tak vedou jen kabely. Svébytnou odrůdou podlahových krabic jsou krabice zabetonované do vrchní vrstvy lité podlahy. Před nalitím poslední vrstvy betonu musí být osazeny trubky pro kabel i základové krabice. Po vytvrdnutí betonu se teprve do trubek zatáhnou kabely, vloží se podlahové krabice a instalace se propojí. Užívá se v prostorách, kde se vyžaduje vysoká nosnost podlahy.

## Jiný systém rozvodu elektrického proudu
- Přípojnicový rozvod je systém elektrického vedení zhotoveného z měděných nekruhových profilů (často obdélníkového průřezu) bez izolace, uchycených do pomocné konstrukce. Využívá se přednostně pro třífázové rozvody na velké proudy ve výrobních areálech. Rozvod je upevněn pod stropem haly. Jednotlivé vodiče nejsou izolovány, izolována je až celá sestava vodičů společným plastovým krytem. Přívody k jednotlivým odběrním místům (strojům) jsou kabelem, který v odbočné skříňce vychází z přípojnicového rozvodu. V místě rozbočení je plastový kryt přerušen, vložena odbočná skříňka, která může být vybavena pojistkami, vypínačem, případně jinými přístroji. Výhodou je možnost instalace přípojnicového rozvodu při stavbě budovy a zřizování odboček až dodatečně při definitivním umístění strojů. Při přemístění stroje je možné změnit i místo odběru bez stavebních úprav, pouze demontáží a přestěhování odbočné skříňky.